# Meta longipalpis
Meta longipalpis är en spindelart som beskrevs av Pietro Pavesi 1883. Meta longipalpis ingår i släktet Meta och familjen käkspindlar.
Artens utbredningsområde är Etiopien. Inga underarter finns listade i Catalogue of Life.